# والتر تيري
والتر تيري (بالإنجليزية: Walter Terry)‏ هو سياسي أمريكي، ولد في 1909، وتوفي في 1977. حزبياً، نشط في الحزب الجمهوري. وقد انتخب عضو جمعية ولاية ويسكونسن وانتخب عضو مجلس ولاية ويسكونسن.